# Carolyn Seymour
Pour les articles homonymes, voir Seymour (patronyme).
Carolyn Seymour, née Carolyn von Benckendorf le 6 novembre 1947 à Aylesbury dans le comté du Buckinghamshire, est une actrice anglaise.

## Biographie
Elle naît d'un père russe et d'une mère irlandaise. À 18 ans, elle entre à la Central School of Speech and Drama de Londres.
L'un de ses premiers rôles à la télévision est celui de Jenny dans la série dramatique de la BBC Take three Girls en 1971. En 1973, elle épouse Peter Medak, réalisateur et producteur hongrois. Avec lui, elle quitte l'Angleterre en 1980 pour s'installer aux États-Unis. Elle y joue ensuite dans de nombreuses séries télévisées comme Cosmos 1999, Pour l'amour du risque, Cagney et Lacey, Magnum, Code Quantum, Star Trek : La Nouvelle Génération ou Urgences. Elle divorce de Peter Medak en 1984.
Elle est membre de la British Academy Awards.
En 2009, elle s'installe en France à Tours. Depuis 2011, elle vit à Chalais (Charente).

## Filmographie
- 1994 : Reform School Girl (téléfilm) de Jonathan Kaplan : Evelyn Turnbull